# Kathryn (Dakota Północna)
Kathryn – miasto w Stanach Zjednoczonych, w stanie Dakota Północna, w hrabstwie Barnes.